# Razcep ustnice in dlesni
Razcep ustnice (CL) in razcep neba (CP) sta primera orofacialnega razcepa. Pri razcepu ustnice (heiloshiza ali zajčja ustnica)  gre ali za odprtino na zgornji ustnici, ki se lahko razširi v nos. Odprtina je lahko na eni strani, na obeh straneh ali pa v sredini. Pri razcepu neba (palatoshiza ali volčje žrelo) je v ustnem nebu odprtina, ki vodi v nos. Obe motnji lahko nastopata tudi skupaj. Te motnje lahko povzročijo težave pri hranjenju, govorne motnje, težave s sluhom in pogosto vnetje ušes. Pri manj kot pol primerih je pogoj je povezan z drugimi motnjami.
Razcep ustnice in neba je posledica neustreznega zraščanja obraznega tkiva v času razvoja. Zato gre pri njih za okvare ob rojstvu. Vzrok v večini primerov ni znan. Dejavniki tveganja  so med drugim Kajenje med nosečnostjo, sladkorna bolezen, debelost, starejša mati, in nekatera zdravila (kot so sredstva za zdravljenje epileptičnih napadov). Razcep ustnice in razcep neba jo mogoče pogosto diagnosticirati med nosečnostjo s pomočjo ultrazvoka.
Razcep ustnice in neba je mogoče uspešno zdraviti z operacijo. To se pogosto dogaja v prvih nekaj mesecih življenja za helioshizo in pred starostjo osemnajst mesecev za razcep neba. Lahko da je potrebna logopedska in zobozdravstvena nega. Ustrezno zdravljenje zagotavlja dober izid.
Razcep ustnice in neba se  v razvitem svetu pojavlja pri 1 ali 2 dojenčkih na 1000 rojstev. CL je približno dvakrat pogostejša pri moških kot ženskah, CP brez CL pa je pogostejša pri ženskah. V letu 2013 je po svetu zaradi tega prišlo do 3,300 smrti, padec z 7,600 smrti leta 1990. Stanje so včasih imenovali "zajčja ustnica", zaradi podobnosti z zajcem oziroma kuncem, vendar se tai naziv vse manj uporablja, saj lahko hitro zveni žaljivo.

## Znaki in simptomi
Če razcep ni povezan s strukturo neba v ustni duplini,  se imenuje razcep ustnice.  Nastane v vrhu zgornje ustnice bodisi kot mala vrzel ali vdolbina (kot delen ali nepopoln razcep), ali pa se nadaljuje v nos (kompletni razcep). Razcep ustnice je lahko enostranski ali obojestranski. To je posledica okvare pri spajanju čeljustnega in nosnega tkiva (nastanek primarnega neba). 
- Enostranski nepopoln razcep
- Enostranski popoln razcep
- Dvostranski popoln razcep

Blaga oblika heiloshize je mikroformna špranja. Lahko se kaže kot majhna vdolbina na rdečem delu ustnice, lahko pa se vleče kot brazgotina od ustnice do nosnice. V nekaterih primerih je prizadeto mišično tkivo v ustnici pod brazgotino, kar zahteva rekonstruktivni kirurški poseg. priporočljivo je, da resnost okvare pri novorojenčkih z mikroformno špranjo čim preje preveri kranofacialna ekipai.
- Šest-mesečno deklico, pred odhodom v operacijo, da so jo enostransko skupaj heiloshize popraviti
- Isto dekle, 1 mesec po operaciji
- Isto dekle, starost 8, brazgotina skoraj izginila

### Razcep neba
Razcep neba je stanje, v katerem plošči lobanje , ki tvorita trdo nebo (streho usta) nista povsem združeni. V tem primeru je razcepljeno tudi mehko nebo, večinoma tudi ustnica.  Razcep neba se po svetu pojavlja pri približno enem od 700 živorojenih otrok.
Razcep neba se lahko kaže kot dokončen (razcep mehkega in trdega neba, lahko tudi z  vrzelijo v čeljusti) ali nepopoln ("luknja" ustnem stropu, običajno kot razcep mehkega neba). Vzrok je okvara med lateralnim spajanjem neba, nosnega septuma in/ali medianega neba (nastanek sekundarnega neba).
Luknja v nebu zaradi razcepa ima za posledico, da je strehi ustna votlina neposredno povezana z nosno duplino.

Opomba: naslednje slike kažejo streho ustne votline. Nos je videti zgoraj, ustnica je rožnate barve. Da je slika bolj jasna, se kaže brez dojenčkovih zob. 
- Nepopoln razcep neba
- Enostranski popolni razcep ustnice in neba
- Dvostranski popolni razcep ustnice in neba

Rezultat povezave  med usti in notranjostjo nosu je tako imenovana velofarigealna neustreznost (VPI). Zarad špranje uhaja zrak v nosno votlino, tako da pride v nosu do resonance in zvokov med govorom. Drugotni učinki VPI so govorne napake (npr., izkrivljanja, zamenjave, in opustitve) in izravnalne spremembe v artikulaciji in izgovarjavi (npr.osteriorni nosni frikativi). Možne oblike zdravljenja so med drugim logopedija,   protetika, povečanje zadnje stene žrela, podaljšanje neba in kirurški posegi.